# Andres Kasekamp

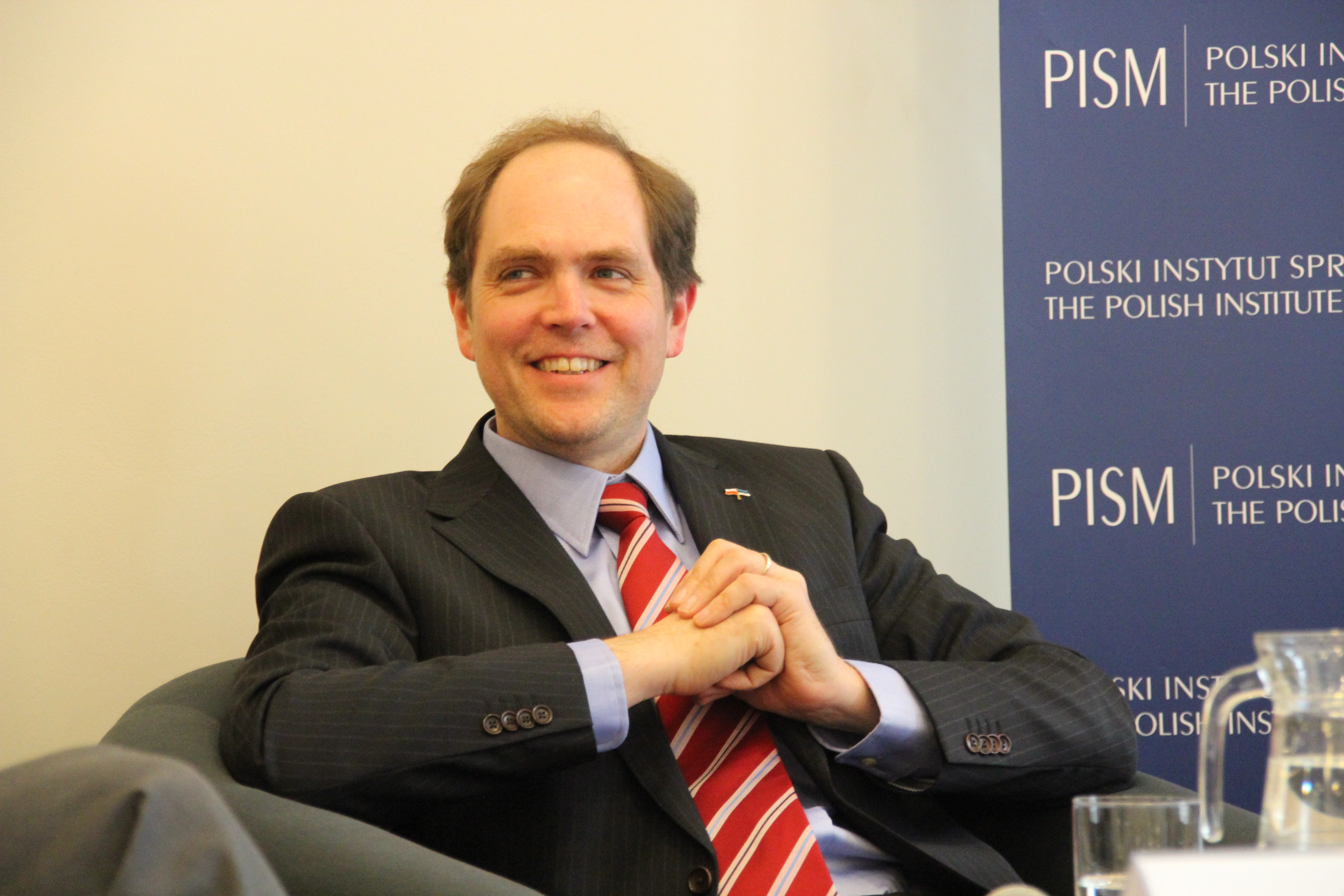
Andres Kasekamp (2013)

Andres Kasekamp (* 7. Dezember 1966 in Toronto) ist ein kanadischer Politikwissenschaftler deutschbaltischer und estnischer Herkunft.

## Leben
Er studierte Slawische und Osteuropäischen Studien an der University of Toronto. 1996 erwarb er seinen Doktortitel an der University of London. Danach hatte Kasekamp Gastdozenturen/-professuren in Toronto und an der Humboldt-Universität zu Berlin.
2000 war er Gründungsdirektor des Estonian Foreign Policy Institute (estnisch Eesti Välispoliitika Instituut (EVI)) in Tallinn; als 2013 Lauri Mälksoo geschäftsführender Direktor des EVI wurde, koordinierte Kasekamp die Arbeit des EVI mit den Instituten der dezentralisiert organisierten Denkfabrik TEPSA. Stand 2018 wird er von EVI nicht mehr als Mitarbeiter genannt.
Von 2002 bis 2005 war er der Herausgeber des Journal of Baltic Studies. Kasekamp hat bisher Werke zur Neueren Geschichte Estlands und des ganzen Baltikum publiziert. Seit  hat er den Lehrstuhl für Baltische Politik an der Universität Tartu inne. Dort forscht er zum Rechtsextremismus im Baltikum sowie zur Zeitgeschichte der Region.

## Mitgliedschaften
- Baltische Historische Kommission e.V., korrespondierendes Mitglied[4]